# Manoao colensoi

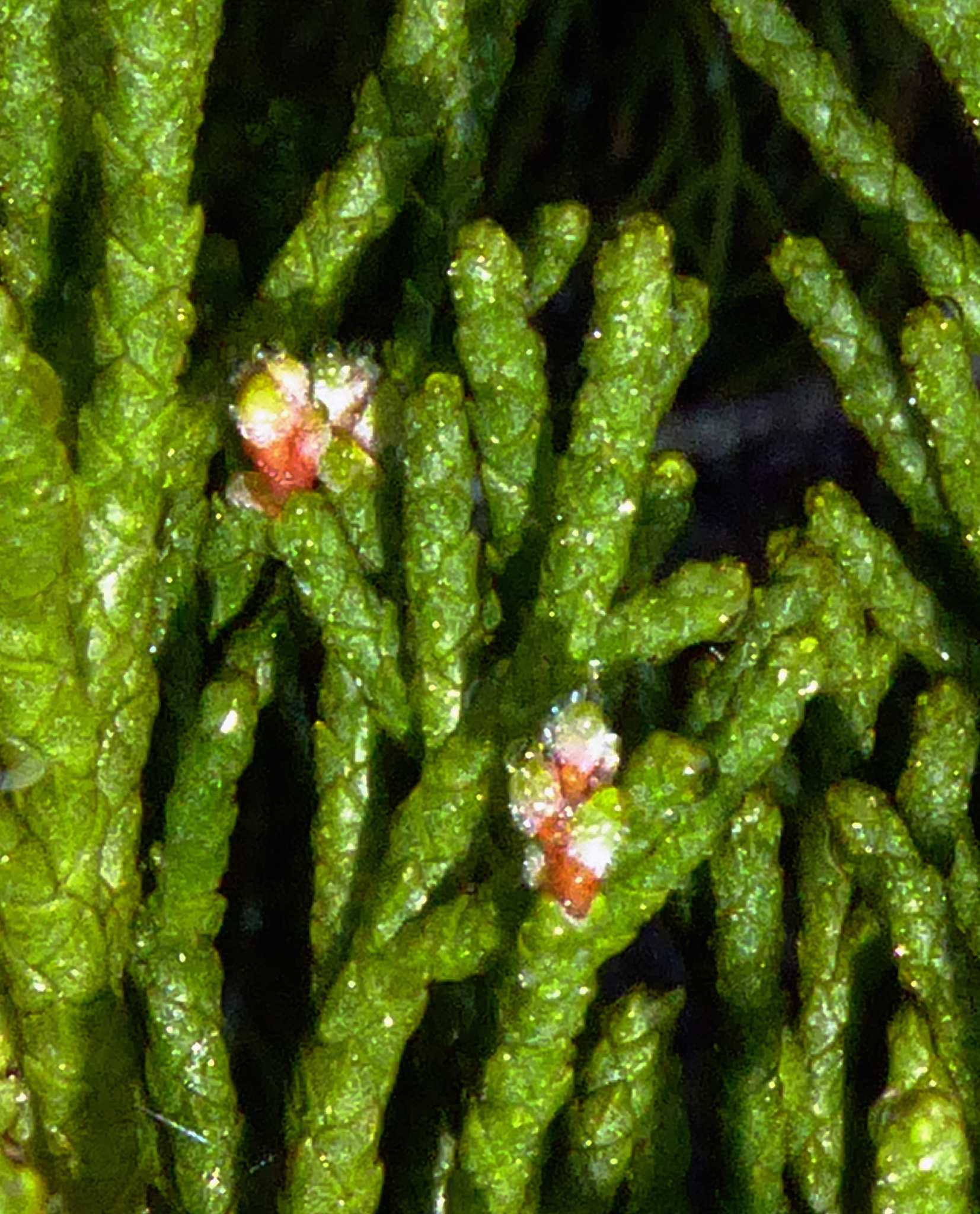
Samčí šištice s prašníky

Manoao colensoi je středně velký stálezelený strom, rostoucí výhradně na Novém Zélandu. Tato endemická dřevina je jediným druhem monotypického rodu Manoao, jenž vyjma novozélandských ostrovů jinde neroste. Je velmi dlouhověkou rostlinou, byl nalezen strom starý přes 600 roků, ale tempo růstu je abnormálně pomalé.
Dříve byl tento druh znám pod vědeckým jménem Dacrydium colensoi, v roce 1982 byl přeřazen do nového rodu Lagarostrobos a roku 1995 byl pro něj vytvořen nový rod Manoao. Poněkud neobvyklé jméno rodu, Manoao, bylo odvozeno od maorského pojmenování tohoto stromu a předlohou pro druhové jméno colensoi byl William Colenso, který v druhé půli 19. století působil na Novém Zélandu jako misionář, průzkumník, botanik i politik. Výraz "Manoao" je ženského rodu.

## Rozšíření
Vyskytuje se řídce téměř po celém Severním i Jižním ostrově, hojně pak v hornatém distriktu Westland na západním pobřeží Jižního ostrova. Oblast hlavního rozšíření leží v úzkém pásu mezi pobřežím Tasmanova moře a pohořím Jižní Alpy, v pásu od 42° po 44° jižní zeměpisné šířky, kde vystupuje až do nadmořské výšky 950 m n. m. Na třetím největším novozélandském ostrově, Stewartově, neroste.

## Ekologie
Roste nejčastěji na vlhkých, špatně odvodněných místech s vyluhovanými, neúrodnými půdami, v kyselých bažinách a rašeliništích, kde jeho pomalu rostoucí a zastínění snášející semenáče nejsou ohrožovány konkurencí jiných rostlin. Je však odzkoušeno, že na hlubokých, úrodných a odvodněných půdách roste mnohem lépe.
Oblast jeho přirozeného výskytu je bohatá na srážky přinášené západními větry, dešťové mraky většinou nepřejdou přes horstvo Jižních Alp a spadnou na tomto území, ročně tam naprší až 3700 mm. Průměrná teplota během roku je +11 °C a v nejchladnějším měsíci je -1,4 °C; dřevina spolehlivě odolává chladu až do -12 °C.
Manoao colensoi bývá většinou dvoudomá, kdy samčí i samičí šištice jsou na rozdílných stromech, jen velmi zřídka jsou stromy oboupohlavné. Samčí šištice se objevují v srpnu a záhy za nimi samičí, k opylení větrem dochází v říjnu nebo listopadu a semena dozrávají následného roku, přibližně do roka od vzniku šištic. Semena epigeicky klíčí až další rok po uzrání v šišticích. Počet chromozomů 2n = 20.
Je to jeden z mála jehličnanů, který se dokáže množit klonálně, výběžky z pařezů pokácených nebo vyvrácených stromů. Tím vznikají geneticky identické stromy stejného klonu, které produkují i šištice shodného pohlaví. V minulosti byly tyto pařezové výběžky považované za výhonky vzniklé z postranních kořenů, anatomické vyšetření však potvrdilo jejich původ v kmeni. Nejbližšími příbuznými druhu Manoao colensoi byly pomoci molekulárně fylogenetických analýz zjištěné druhy Lagarostrobos franklinii z Tasmánie a Parasitaxus ustus z Nové Kaledonie.

## Popis
Stálezelený strom, vzácně i nevelký keř, vysoký do 15 m s rovným kmenem o průměru až 1 m a hnědošedou kůrou, koruna bývá z počátku kónická, později se stává široce rozkladitou. Ve dřevu i listech jsou pryskyřičné kanálky. Hluboko sahající kořeny jsou šikmé a mají mykorhizní uzliny jednoduché nebo v rozsáhlých rozvětvených komplexech. Kořeny obsahují provzdušňující aerenchymatické pletivo, jejich tkáň tvoří bílý houbovitý válec kolem tenkého, velmi tvrdého jádra; je to odpověď na anaerobní prostředí, ve kterém rostou.
Manoao colensoi má tři odlišná vývojová stadia definována olistěním. V mládí mívá listy 6 až 12 mm dlouhé, úzké a špičaté, svěšené či odstávající a na spodní straně mají výrazné pruhy s průduchy. V přechodovém stádiu jsou listy menší, 3 až 4 mm dlouhé, téměř srpovité, zploštělé a rostou ve dvou vstřícných řadách v rovině. V dospělosti listy vyrůstají ve spirále, jsou dlouhé 1 až 2,5 mm, tlusté, kožovité, kýlnaté, šupinovité, těsně střechovitě uspořádané a k větvičkám přitisklé ve čtyřech řadách.
Samčí šištice, dlouhé 3 až 5 mm, vyrůstají samostatně nebo ve dvojicích na koncích olistěných větviček a mívají až dvanáct šupin s prašníky se dvěma prašnými váčky, po vyprášení pylu šištice opadají. Samičí šištice jsou vztyčené, dlouhé 3 až 5 mm a široké 1,5 mm, vyrůstají jednotlivě na koncích terminálních větviček, mají dvě až pět lžícovitých, krátkými internodiemi oddělených plodných šupin s jedním či dvěma vajíčky. V dospělosti je ve zralé šišce jedno až tři černá či tmavě purpurová, 2 až 4 mm velká, široce vejčitá semena, každé s dužnatým zeleným míškem (epimatiem) obalujícím jeho spodní část. Semena postupně opadají a jsou schopná vyklíčit až další rokem po dozrání, do okolí bývají rozšiřována větrem a hlavně ptáky. Mladé semenáče tolerují širokou škálu pěstebních podmínek, rostou však velice pomalu a proto se mimo Nový Zéland pěstují jen velmi zřídka.

## Použití
Dřevo stromů Manoao je velmi odolné. Je nažloutlé barvy, vzácně bývá skvrnité. Je rovné, pevné, husté a stejnoměrně zrnité, dá se dobře leštit. Skvrnité dřevo je velmi ceněno na luxusní nábytek. Protože obsahuje krystalky pryskyřice, je obtížné jej lakovat. Jeho měrná hmotnost je asi 500 kg/m³. Vzhledem k vysokému obsahu pryskyřic je odolné vůči vlhku, dřevokazným houbám i živočišným škůdcům, náchylné je však na poškození ohněm, neboť dobře hoří. Maorové dřevo využívali jen řídce, evropští osadníci z něj stavěli telegrafní sloupy, používali na ploty a řezali na železniční pražce. Dřevo je přírodním zdrojem chemických látek manoolu a manoyloxidu, které se používají jako náhražky ambry při výrobě parfémů.

## Ohrožení
S příchodem Evropanů na Nový Zéland byly původní lesy rychle ničeny, začalo jejich odlesňování a přeměna na zemědělskou půdu. Toto jednání již nyní nehrozí, neboť původní druhy stromů jsou chráněné a zbytky přirozených lesů jsou regenerovány. Manoao colensoi obvykle navíc rostla v oblastech nevhodných pro zemědělskou činnost, takže nebyla příliš zdecimována. Její komerční využívání je nyní zanedbatelné, není proto ohrožená. Mimo několika botanických zahrad nebývá uměle vysazována. Organizaci IUCN je tento druh zařazen mezi málo dotčené taxony (LC).